# 1974 год в компьютерных играх

## Игровая пресса
- Play Meter, первый в своем роде журнал, посвящённый аркадным автоматам, издаёт свой первый выпуск.

## Выпуски игр
- До своего приобретения фирмой Atari Kee Games выпускает игру Tank.

## Технологии
- Magnavox переиздаёт игровую приставку Odyssey в Австралии, Бельгии, Великобритании, Франции, Западной Германии, Греции, Израиле, Италии, Швейцарии, СССР и в Венесуэле.

## Индустрия
- Namco приобретает японское подразделение Atari и формально вступает на рынок аркадных видеоигр.
- Atari использует «маркетинговую уловку» и приобретает Kee Games, а затем использует это название как бренд до 1978 года.
- Royal Philips Electronics N.V. приобретает фирму Magnavox, которая становится «Philips Consumer Electronics».